# Slowakei-Rundfahrt 2017
Die 61. Slowakei-Rundfahrt 2017 war ein slowakisches Straßenradrennen. Das Etappenrennen fand am 7. und am 11. Juni 2017 statt. Zudem gehörte das Radrennen zur UCI Europe Tour 2017 und dort in der Kategorie 2.1 eingestuft.
Der Slowene Jan Tratnik vom polnischen Team CCC Sprandi Polkowice konnte durch seinen Erfolg beim Auftaktprolog des Führungstrikot bis zu letzten Etappe verteidigen und sicherte sich damit den Gesamtsieg der Slowakei-Rundfahrt 2017.

## Teilnehmende Mannschaften
| UCI Professional Continental Teams Androni Giocattoli CCC Sprandi Polkowice                                                                            | Gazprom-RusVelo Manzana Postobón Team | Israel Cycling Academy                                               |
| UCI Continental Teams Dukla Banska Bystrica Amplatz-BMC Meridiana Kamen Team Elkov-Author Cycling Team Rietumu Banka-Riga Massi-Kuwait Cycling Project | Marlux-Napoleon Games Cycling Team Monkey Town Continental Team Unieuro Trevigiani-Hemus 1896 Synergy Baku Cycling Project Amore & Vita-Selle SMP-Fondriest | 0711 / Cycling WSA-Greenlife Kolss Cycling Team Astana City Bike Aid |
| Nationalmannschaften Slowakei Tschechien | Russland | Ungarn                                                               |

## Wertungen im Tourverlauf
| Etappe         | Etappensieger    | Gesamtwertung | Punktewertung  | Bergwertung    | Nachwuchswertung | Bester Slowake | Teamwertung               |
| -------------- | ---------------- | ------------- | -------------- | -------------- | ---------------- | -------------- | ------------------------- |
| Prolog         | Jan Tratnik      | Jan Tratnik   | nicht vergeben | nicht vergeben | Piotr Brozyna    | Patrik Tybor   | CCC Sprandi Polkowice     |
| 1              | Mihkel Räim      | Jan Tratnik   | Jan Tratnik    | Daniel Turek   | Piotr Brozyna    | Patrik Tybor   | Elkov-Author Cycling Team |
| 2              | Matteo Malucelli | Jan Tratnik   | Jan Tratnik    | Daniel Turek   | Piotr Brozyna    | Patrik Tybor   | Elkov-Author Cycling Team |
| 3              | Matej Mugerli    | Jan Tratnik   | Jan Tratnik    | Daniel Turek   | Piotr Brozyna    | Patrik Tybor   | Elkov-Author Cycling Team |
| 4              | Iwan Sawizki     | Jan Tratnik   | Jan Tratnik    | Daniel Turek   | Piotr Brozyna    | Patrik Tybor   | Androni Giocattoli        |
| Wertungssieger | Wertungssieger   | Jan Tratnik   | Jan Tratnik    | Daniel Turek   | Piotr Brozyna    | Patrik Tybor   | Androni Giocattoli        |